# Stróże (gromada)
Stróże – dawna gromada, czyli najmniejsza jednostka podziału terytorialnego Polskiej Rzeczypospolitej Ludowej w latach 1954–1972.
Gromady, z gromadzkimi radami narodowymi (GRN) jako organami władzy najniższego stopnia na wsi, funkcjonowały od reformy reorganizującej administrację wiejską przeprowadzonej jesienią 1954 do momentu ich zniesienia z dniem 1 stycznia 1973, tym samym wypierając organizację gminną w latach 1954–1972.
Gromadę Stróże z siedzibą GRN w Stróżach utworzono – jako jedną z 8759 gromad na obszarze Polski – w powiecie gorlickim w woj. rzeszowskim na mocy uchwały nr 20/54 WRN w Rzeszowie z dnia 5 października 1954. W skład jednostki weszły obszary dotychczasowych gromad Polna, Stróże i Wyskitna ze zniesionej gminy Bobowa w tymże powiecie. Dla gromady ustalono 10 członków gromadzkiej rady narodowej.
31 grudnia 1961 do gromady Stróże włączono obszar zniesionej gromady Grudek w tymże powiecie.
1 stycznia 1969 do gromady Stróże włączono obszar zniesionej gromady Szalowa w tymże powiecie; z gromady Stróże wyłączono natomiast wieś Gródek, włączając ją do gromady Ropa tamże.
Gromada przetrwała do końca 1972 roku, czyli do kolejnej reformy gminnej. 1 stycznia 1973 w powiecie gorlickim utworzono gminę Stróże. Był to jedyny przypadek powołania gminy mniejszej niż dotychczasowa gromada (gmina – 3495 mieszk. w 1973 r., gromada – 5779 mieszkańców w 1970 r.).